# Kincses Előd
Kincses Előd (Marosvásárhely, 1941. október 2. – Marosvásárhely, 2025. június 24.) romániai magyar jogász, jogi szakíró, közíró. Testvérei Papp-Kincses Emese és Kincses Elemér.

## Életútja
Középiskoláit szülővárosában a Bolyai Farkas Líceumban végezte (1959), a bukaresti egyetemen szerzett jogi diplomát (1964). Szülővárosában jogtanácsos (1964–70), majd gyakorló ügyvéd (1970–89) lett. A Román Jogász-szövetség tagja (1964-től), jogi kommentárjait a Revista Română de Drept közölte. Az Új Életben rendszeresen közölt sporttárgyú cikkeket is (1967–68). 1989-ben ő volt a védője Tőkés Lászlónak a kilakoltatási perében, amely végül is az 1989-es romániai forradalomhoz vezetett.

1990. január 2-ától Király Károly utódaként a Nemzeti Megmentési Front és a Nemzeti Egység Ideiglenes Tanácsa Maros megyei alelnöke lett. Az 1990. március 19–20-ai „fekete március” során alelnöki tisztségében kulcsszerepet játszott az események alakításában. Személyes fellépésével megakadályozta, hogy több ezer Hargita és Kovászna megyei székely bemenjen Marosvásárhelyre, mivel úgy tartotta, hogy az akkori hatalomnak a zavargások eszkalációjára van szüksége. Az összecsapások kialakulása után felelős vezetőként kérte Marosvásárhely magyar lakosságát, hogy menjen haza, ne válaszoljon a provokációkra. A helyzet elfajulását látva többször kérte a Román Hadsereg és rendőrség beavatkozását, amelyet a Marosvásárhelyi Rádió is megismételt. A segítség és a rendteremtés elmaradása, valamint az egyre fokozódó összecsapások láttán felhívást intézett Marosvásárhely magyar lakosságához, hogy védjék meg magukat, továbbá kérte a környező magyar többségű falvak segítségét, hogy jöjjenek segíteni és akadályozzák meg a román felfegyverzett parasztok beözönlését a városba. Döntése helyesnek bizonyult, a marosvásárhelyiek végül megvédték magukat.
Az etnikai összecsapások után a román szélsőséges elemek támadásainak középpontjába került, az első letartóztatások és koncepciós perek időszakában Magyarországon és Bécsben keresett menedéket. 1991 decemberétől 1992 augusztusáig a Magyarok Világszövetségének főtitkára volt.
Az 1990-es marosvásárhelyi eseményeket, azok közvetlen előzményeivel együtt Marosvásárhely fekete márciusa (Budapest, 1990) címen írta meg; könyve románul, angolul és franciául is megjelent. A marosvásárhelyi eseményekről, az új román törvényalkotás hiányosságairól, a romániai kisebbségek jogfosztásáról a Romániai Magyar Szóban, a kolozsvári Szabadságban, a budapesti Népszabadságban és Magyar Hírlapban, valamint a Die Pressében jelentek meg cikkei, interjúi.
Ügyvédként dolgozott Budapesten, majd a politikai helyzet csillapodtával visszatért Erdélybe. A 2008-as helyhatósági választásokon indult független jelöltként Marosszék területén, de Markó Bélával szemben alulmaradt.

## Könyvei
- Marosvásárhely fekete márciusa; Püski, Budapest, 1990
- Marosvásárhelytől Marosvásárhelyig. Válogatás az emigrációs évek cikkeiből, interjúiból; Minerva Művelődési Egyesület, Kolozsvár, 1996 (Minerva könyvek)
- Marosvásárhely fekete márciusa; 2. bőv. kiad.; Juventus, Marosvásárhely, 2000
- Marosvásárhely fekete márciusa; 3. bőv. kiad.; Kriterion, Kolozsvár, 2015